# Sérénade à Mexico (film, 1947)
Pour les articles homonymes, voir Sérénade à Mexico.
Pour plus de détails, voir Fiche technique et Distribution.
Sérénade à Mexico (Honeymoon) est un film américain réalisé par William Keighley, sorti en 1947.

## Synopsis
Barbara, la bien-aimée d’un caporal GI et Phil s’enfuient à Mexico. Là-bas, elle découvre que son petit ami est stationné dans la zone du canal de Panama et que leur vol a été retardé, faisant que les deux se retrouvent piégés dans la paperasserie bureaucratique. On leur explique qu'ils doivent présenter un certificat médical afin de pouvoir marier. Le vice-consul de l’ambassade des États-Unis se donne beaucoup de mal pour intervenir et aider les jeunes amants mais de fréquents malentendus compromettent son propre mariage à venir, y compris lorsque l’accident de plongée de Barbara dans une piscine lui donne envie de le poursuivre à la place.

## Fiche technique
- Titre original : Honeymoon
- Titre français : Sérénade à Mexico
- Réalisation : William Keighley
- Scénario : Michael Kanin et Vicki Baum
- Photographie : Edward Cronjager
- Montage : Ralph Dawson
- Musique : Leigh Harline
- Pays d'origine : États-Unis
- Genre : comédie
- Date de sortie : 1947

## Distribution
- Shirley Temple : Barbara Olmstead
- Franchot Tone : David Flanner
- Guy Madison : Caporal Phil Vaughn
- Lina Romay : Raquel Mendoza
- Gene Lockhart : Consul Prescott
- Corinna Mura : Senora Mendoza
- Grant Mitchell : Membre du congrès Crenshaw
- Julio Villarreal : Senor Gaspar Mendoza
- Rodolfo Hoyos Jr. : un ami de David
- John Parrish : Membre du congrès Gilhooley